# 亀ちゃんのタイガースに檄!
亀ちゃんのタイガースに檄!（かめちゃんのタイガースにげき）は、GAORAでプロ野球シーズン期間中の毎週月曜日午後10時から生放送されていた阪神タイガースの情報番組。
基本的にはこの1週間に行われたタイガース戦のダイジェストや、選手のインタビュー、ファーム情報、虎番記者の極秘情報や質問を放送されている。2002年開始。2009年でこの題名での放送は終了し、2010年はマンデータイガースTVとしてスタートする。

## 出演
- MC 亀山つとむ
- 進行アシスタント　松本麻衣子（毎日放送アナウンサー　2009年のシーズン8より参加）
  - 2007年のシーズン6までフリーアナウンサーの女性アシスタントが参加していたが、2008年（シーズン7）のみレギュラー出演は亀山のみで、GAORA、毎日放送のプロ野球解説者がコメンテーターとして出演した。2009年から女性アシスタントが復活。コメンテーターも引き続き参加するので、3人体制となる。
- ナレーター　三嶋真路（2008年から）

### 出演したコメンテーター
GAORA専属
- 福間納
- 大熊忠義
- 光山英和

MBS専属
- 八木裕
- 太田幸司
- 佐々木恭介

その他
- 久慈照嘉
- 広沢克己
- 飯星景子
- トラッキー（阪神球団マスコット）

## 放送時間
各30分
- 毎週月曜日22:00（初回放送）
- 毎週火曜日6:00・16:00（再放送　週によって時間が異なる場合もある）

## 内容
- 週間ええとこどり（1週間のゲームハイライト 試合映像は原則として各球団が制作した公式映像。毎日放送が制作した場合はそれを使うこともある。また実況音源はMBSタイガースナイターで放送されたものが使われている。負けゲームについては割愛されることもある）
- 檄!インタビュー（タイガースの選手に毎回1名ずつスポットをあて、亀山がインタビューする。その選手についてスポーツニッポントラ番記者が分析する「教えて!トラバン」のコーナーが過去あった）
- 亀ちゃんの猛虎Times（タイガースにまつわる様々なエピソード・トリビアを集めて亀山が取材する）
- 檄!ウィークリーダービー（毎週タイガースのある選手の1週間の個人の記録を亀山、ゲストコメンテーターらが予想。最も的中した出演者にはシーズン後記念品を贈呈する）
- VIVA!ファーム（2軍選手の特集や試合の結果紹介）
- 檄的ヒーロー賞（その週のゲスト解説者が選ぶ投手、打者、走者、守備の週間MVPに当たる賞）

### キャンプ期間中
- キャンプ期間中は毎日15分ずつの番組「亀ちゃんのタイガースのキャンプに檄!」を送っている。2009年からは北海道日本ハムファイターズのものと併せて、毎日1時間ずつの「タイガースとファイターズのキャンプ60分!!」を送る。